# Pierre Albert
Pour les articles homonymes, voir Albert.
Pierre Albert, né le 29 janvier 1930 à Perpignan et mort le 10 octobre 2018 à Paris 14e, est un historien français. Spécialiste de l'histoire de la presse et des médias, il est l'un des pionniers de la recherche dans ces domaines en France et l'auteur de plusieurs ouvrages de référence sur le sujet.

## Biographie
Né le 29 janvier 1930 à Perpignan, Pierre Albert étudie à l'École normale supérieure de Saint-Cloud. Professeur de lycée dès 1955 puis collaborateur au CNRS en 1960, il réussit l'agrégation d'histoire et obtient, en juin 1977, son doctorat d'État. La thèse de plus de 1 500 pages qu'il soutient dans ce cadre, Histoire de la presse politique nationale au début de la Troisième République (1871-1879), est une publication majeure et pionnière dans son champ de recherche, toujours fréquemment citée,,.
Il est également l'auteur de la grande majorité du texte du volume III de l'Histoire générale de la presse française — une publication charnière en cinq tomes, publiée collectivement de 1969 à 1976, retraçant l'histoire de la presse en France depuis ses origines,. Intitulé De 1871 à 1940, l'ouvrage, dont la contribution de Pierre Albert analyse l'évolution de la vie des journaux à travers toute l'existence de la Troisième République, paraît en 1972 et fait toujours référence au XXIe siècle,,,.
En parallèle, il écrit de plus petits livres synthétiques destinés au public non spécialiste tel que La presse française, publié par La Documentation française en 1978 et de nombreuses fois réédité depuis,,. Parmi une longue liste d'autres ouvrages sur l'histoire des médias (traitant notamment de la télévision, de la radio, de la diffusion des journaux et des entreprises de presse, etc.) dont « plusieurs générations d’étudiants ont débuté leurs cursus » par la lecture, on peut faire ressortir La presse en 1968 et Histoire de la presse en 1970, tous deux publiés dans la collection Que sais-je ? et régulièrement réédités,,.
Son expertise sur la physionomie de la presse française voit son travail être régulièrement cité comme fondement argumentatif au sein des débats parlementaires portant sur le projet de loi élaboré par Pierre Mauroy et Georges Fillioud « visant à limiter la concentration et à assurer la transparence financière et le pluralisme des entreprises de presse » en 1983-1984, par des parlementaires qui sont aussi bien favorables que défavorables au texte.
Il dirige l'Institut français de presse au sein de l'Université Paris-Panthéon-Assas de 1986 à 1994, date à laquelle Rémy Rieffel lui succède. Le 13 juillet 1997, il est nommé chevalier de l'ordre national de la Légion d'honneur.
Il meurt dans le 14e arrondissement de Paris le 10 octobre 2018, alors âgé de 88 ans.
Dans un article publié en 2019 au sein de la revue Sociétés & Représentations lui rendant hommage et faisant état de l'importance de son apport à l'historiographie de la presse, il est décrit comme « un homme de conviction, soucieux de la conservation intégrale des documents » ; « un homme de l’ancien temps », « doué d’un franc-parler parfois abrupt », mais qui acceptait très facilement de recevoir, d'accueillir et d'échanger avec des chercheurs et journalistes pour partager ses connaissances et ses recherches. Gilles Feyel, dans un autre hommage saluant son apport à l'approche historiographique des études de presse, estime que « Pierre Albert a bien été un maître » et qu'il a « montré le chemin aux historiens des médias qui l’ont accompagné et qui lui succèdent ».